# Pseudodiploexochus australiensis
Pseudodiploexochus australiensis är en kräftdjursart som först beskrevs av Albert Vandel1973.  Pseudodiploexochus australiensis ingår i släktet Pseudodiploexochus och familjen Armadillidae. Inga underarter finns listade i Catalogue of Life.